# Biagio Marzo
Biagio Marzo (Corsano, 16 de septiembre de 1945) es un político y periodista italiano.

## Biografía
Licenciado en literatura y filosofía, se graduó en la ciudad de Lecce y además que fue parlamentario de la X, XI y XII Legislatura, fue presidente de la Comisión Bicameral para la reestructuración de las compañías estatales. Ha formado parte del Partito Socialista Italiano, también fue catedrático en las universidades de Lecce, en donde dictó las carreras de economía contemporánea e historia pública.
Como periodista y columnista, que lleva años ejerciendo su carrera profesional, ha trabajando con varios periódicos italianos como en L'Opinion. Entre sus publicaciones son: El reformismo y la Cooperación (Marsilio, 1986), Prometeo y el dinosaurio (Marsilio, 1987), el New Deal en Taranto (Marsilio, 1992), El milagro de los vencidos (Lacaita, 1985), Viaje a través de Fuerza Italiana (Manni , 2001). Los hechos y fechorías de la privatización (Marsilio, 2004), La sombra de Craxi y Berlinguer de Tato (Icarus, 2007).